# Llista d'asteroides/149401-149500
| Nom      | Designació provisional | Data de descobriment | Lloc de descobriment | Descobridor/s |
| -------- | ---------------------- | -------------------- | -------------------- | ------------- |
| 149401 - | 2003 AH50              | 5 de gener de 2003   | Socorro              | LINEAR        |
| 149402 - | 2003 AE53              | 5 de gener de 2003   | Socorro              | LINEAR        |
| 149403 - | 2003 AU54              | 5 de gener de 2003   | Anderson Mesa        | LONEOS        |
| 149404 - | 2003 AL55              | 5 de gener de 2003   | Socorro              | LINEAR        |
| 149405 - | 2003 AD57              | 5 de gener de 2003   | Socorro              | LINEAR        |
| 149406 - | 2003 AM57              | 5 de gener de 2003   | Socorro              | LINEAR        |
| 149407 - | 2003 AO58              | 5 de gener de 2003   | Socorro              | LINEAR        |
| 149408 - | 2003 AY59              | 5 de gener de 2003   | Socorro              | LINEAR        |
| 149409 - | 2003 AF60              | 5 de gener de 2003   | Socorro              | LINEAR        |
| 149410 - | 2003 AZ61              | 7 de gener de 2003   | Socorro              | LINEAR        |
| 149411 - | 2003 AB67              | 7 de gener de 2003   | Socorro              | LINEAR        |
| 149412 - | 2003 AA74              | 10 de gener de 2003  | Socorro              | LINEAR        |
| 149413 - | 2003 AN92              | 8 de gener de 2003   | Socorro              | LINEAR        |
| 149414 - | 2003 BH1               | 25 de gener de 2003  | Anderson Mesa        | LONEOS        |
| 149415 - | 2003 BM8               | 26 de gener de 2003  | Anderson Mesa        | LONEOS        |
| 149416 - | 2003 BM11              | 26 de gener de 2003  | Anderson Mesa        | LONEOS        |
| 149417 - | 2003 BU11              | 26 de gener de 2003  | Anderson Mesa        | LONEOS        |
| 149418 - | 2003 BD14              | 26 de gener de 2003  | Palomar              | NEAT          |
| 149419 - | 2003 BV17              | 27 de gener de 2003  | Socorro              | LINEAR        |
| 149420 - | 2003 BC18              | 27 de gener de 2003  | Socorro              | LINEAR        |
| 149421 - | 2003 BS18              | 27 de gener de 2003  | Palomar              | NEAT          |
| 149422 - | 2003 BA20              | 26 de gener de 2003  | Haleakala            | NEAT          |
| 149423 - | 2003 BU20              | 27 de gener de 2003  | Haleakala            | NEAT          |
| 149424 - | 2003 BT22              | 25 de gener de 2003  | Palomar              | NEAT          |
| 149425 - | 2003 BF27              | 26 de gener de 2003  | Anderson Mesa        | LONEOS        |
| 149426 - | 2003 BN39              | 27 de gener de 2003  | Socorro              | LINEAR        |
| 149427 - | 2003 BN43              | 27 de gener de 2003  | Socorro              | LINEAR        |
| 149428 - | 2003 BM45              | 29 de gener de 2003  | Palomar              | NEAT          |
| 149429 - | 2003 BF48              | 27 de gener de 2003  | Anderson Mesa        | LONEOS        |
| 149430 - | 2003 BH52              | 27 de gener de 2003  | Socorro              | LINEAR        |
| 149431 - | 2003 BK52              | 27 de gener de 2003  | Socorro              | LINEAR        |
| 149432 - | 2003 BU58              | 27 de gener de 2003  | Socorro              | LINEAR        |
| 149433 - | 2003 BL66              | 30 de gener de 2003  | Anderson Mesa        | LONEOS        |
| 149434 - | 2003 BM70              | 30 de gener de 2003  | Kitt Peak            | Spacewatch    |
| 149435 - | 2003 BU72              | 28 de gener de 2003  | Palomar              | NEAT          |
| 149436 - | 2003 BL74              | 29 de gener de 2003  | Palomar              | NEAT          |
| 149437 - | 2003 BW76              | 29 de gener de 2003  | Palomar              | NEAT          |
| 149438 - | 2003 BV77              | 30 de gener de 2003  | Anderson Mesa        | LONEOS        |
| 149439 - | 2003 BW81              | 31 de gener de 2003  | Socorro              | LINEAR        |
| 149440 - | 2003 BD82              | 30 de gener de 2003  | Anderson Mesa        | LONEOS        |
| 149441 - | 2003 BO87              | 26 de gener de 2003  | Anderson Mesa        | LONEOS        |
| 149442 - | 2003 BE89              | 28 de gener de 2003  | Kitt Peak            | Spacewatch    |
| 149443 - | 2003 BZ89              | 28 de gener de 2003  | Socorro              | LINEAR        |
| 149444 - | 2003 CP2               | 2 de febrer de 2003  | Socorro              | LINEAR        |
| 149445 - | 2003 CQ5               | 1 de febrer de 2003  | Socorro              | LINEAR        |
| 149446 - | 2003 CC6               | 1 de febrer de 2003  | Socorro              | LINEAR        |
| 149447 - | 2003 CR7               | 1 de febrer de 2003  | Socorro              | LINEAR        |
| 149448 - | 2003 CJ9               | 2 de febrer de 2003  | Socorro              | LINEAR        |
| 149449 - | 2003 CE10              | 2 de febrer de 2003  | Haleakala            | NEAT          |
| 149450 - | 2003 CE14              | 6 de febrer de 2003  | Wrightwood           | J. W. Young   |
| 149451 - | 2003 CF14              | 4 de febrer de 2003  | Haleakala            | NEAT          |
| 149452 - | 2003 CM17              | 8 de febrer de 2003  | Haleakala            | NEAT          |
| 149453 - | 2003 CW21              | 3 de febrer de 2003  | Socorro              | LINEAR        |
| 149454 - | 2003 DC                | 19 de febrer de 2003 | Palomar              | NEAT          |
| 149455 - | 2003 DX11              | 25 de febrer de 2003 | Campo Imperatore     | CINEOS        |
| 149456 - | 2003 DA13              | 26 de febrer de 2003 | Campo Imperatore     | CINEOS        |
| 149457 - | 2003 DS13              | 25 de febrer de 2003 | Haleakala            | NEAT          |
| 149458 - | 2003 DM15              | 26 de febrer de 2003 | Haleakala            | NEAT          |
| 149459 - | 2003 DC20              | 22 de febrer de 2003 | Palomar              | NEAT          |
| 149460 - | 2003 DY20              | 22 de febrer de 2003 | Palomar              | NEAT          |
| 149461 - | 2003 DQ21              | 23 de febrer de 2003 | Anderson Mesa        | LONEOS        |
| 149462 - | 2003 DO24              | 22 de febrer de 2003 | Palomar              | NEAT          |
| 149463 - | 2003 EV4               | 6 de març de 2003    | Socorro              | LINEAR        |
| 149464 - | 2003 EP7               | 6 de març de 2003    | Anderson Mesa        | LONEOS        |
| 149465 - | 2003 EC8               | 6 de març de 2003    | Anderson Mesa        | LONEOS        |
| 149466 - | 2003 EP8               | 6 de març de 2003    | Anderson Mesa        | LONEOS        |
| 149467 - | 2003 EV8               | 6 de març de 2003    | Socorro              | LINEAR        |
| 149468 - | 2003 EO10              | 6 de març de 2003    | Socorro              | LINEAR        |
| 149469 - | 2003 EL12              | 6 de març de 2003    | Socorro              | LINEAR        |
| 149470 - | 2003 EU12              | 6 de març de 2003    | Socorro              | LINEAR        |
| 149471 - | 2003 EF13              | 6 de març de 2003    | Palomar              | NEAT          |
| 149472 - | 2003 EA14              | 6 de març de 2003    | Palomar              | NEAT          |
| 149473 - | 2003 EO15              | 7 de març de 2003    | Socorro              | LINEAR        |
| 149474 - | 2003 EA20              | 6 de març de 2003    | Anderson Mesa        | LONEOS        |
| 149475 - | 2003 EX21              | 6 de març de 2003    | Socorro              | LINEAR        |
| 149476 - | 2003 EK23              | 6 de març de 2003    | Socorro              | LINEAR        |
| 149477 - | 2003 EL24              | 6 de març de 2003    | Socorro              | LINEAR        |
| 149478 - | 2003 EQ24              | 6 de març de 2003    | Socorro              | LINEAR        |
| 149479 - | 2003 ER25              | 6 de març de 2003    | Anderson Mesa        | LONEOS        |
| 149480 - | 2003 EG29              | 6 de març de 2003    | Socorro              | LINEAR        |
| 149481 - | 2003 EC35              | 7 de març de 2003    | Socorro              | LINEAR        |
| 149482 - | 2003 EA36              | 7 de març de 2003    | Anderson Mesa        | LONEOS        |
| 149483 - | 2003 EN36              | 7 de març de 2003    | Anderson Mesa        | LONEOS        |
| 149484 - | 2003 EP36              | 7 de març de 2003    | Anderson Mesa        | LONEOS        |
| 149485 - | 2003 EB37              | 8 de març de 2003    | Anderson Mesa        | LONEOS        |
| 149486 - | 2003 EM37              | 8 de març de 2003    | Anderson Mesa        | LONEOS        |
| 149487 - | 2003 EU37              | 8 de març de 2003    | Anderson Mesa        | LONEOS        |
| 149488 - | 2003 EJ38              | 8 de març de 2003    | Anderson Mesa        | LONEOS        |
| 149489 - | 2003 EG45              | 7 de març de 2003    | Socorro              | LINEAR        |
| 149490 - | 2003 EB47              | 8 de març de 2003    | Anderson Mesa        | LONEOS        |
| 149491 - | 2003 EC48              | 9 de març de 2003    | Anderson Mesa        | LONEOS        |
| 149492 - | 2003 EK48              | 9 de març de 2003    | Socorro              | LINEAR        |
| 149493 - | 2003 EK49              | 10 de març de 2003   | Anderson Mesa        | LONEOS        |
| 149494 - | 2003 ET49              | 10 de març de 2003   | Palomar              | NEAT          |
| 149495 - | 2003 EE58              | 9 de març de 2003    | Palomar              | NEAT          |
| 149496 - | 2003 EJ60              | 9 de març de 2003    | Socorro              | LINEAR        |
| 149497 - | 2003 FJ9               | 23 de març de 2003   | Kitt Peak            | Spacewatch    |
| 149498 - | 2003 FZ11              | 23 de març de 2003   | Kitt Peak            | Spacewatch    |
| 149499 - | 2003 FP16              | 23 de març de 2003   | Haleakala            | NEAT          |
| 149500 - | 2003 FP17              | 24 de març de 2003   | Kitt Peak            | Spacewatch    |